# Лиман (Дивизийская сельская община, Белгород-Днестровский район)
Лиман (укр. Лиман, рум. Hagider) — село в Белгород-Днестровском районе Одесской области Украины. Расположено в 70 км от районного центра Белгород-Днестровский, при впадении р. Хаджидер в озеро-лиман Хаджидер.

## История
В 1945 г. Указом ПВС УССР село Хаджидер переименовано в Лиман.

## Местная власть
68151, Одесская обл., Белгород-Днестровский р-н, с. Дивизия, ул. Мира, 100. тел. (0)4844 99-1-30